# 전국 고등학교 야구 선수권 지방 대회

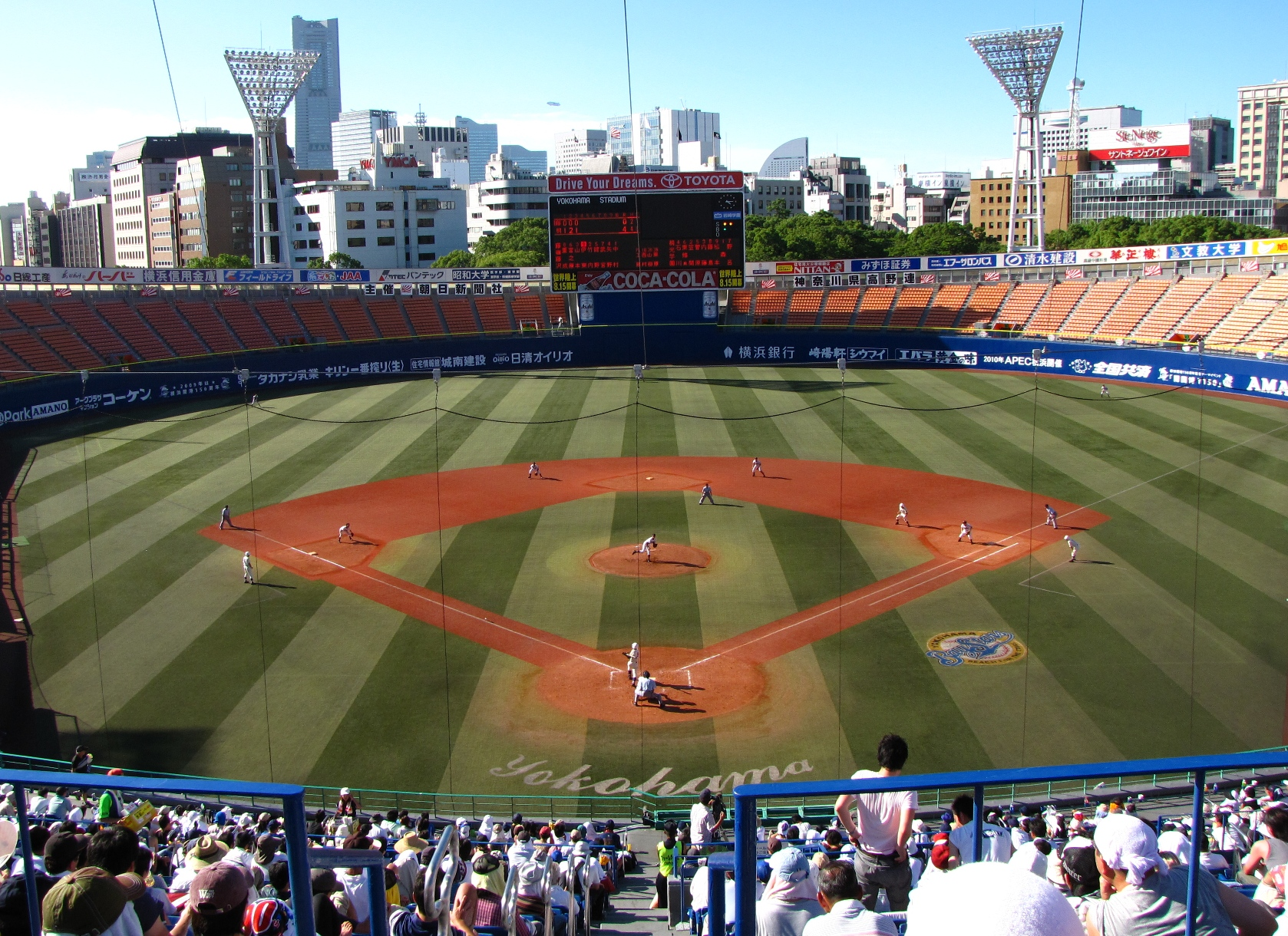
가나가와 대회

전국 고등학교 야구 선수권 지방 대회(일본어: 全国高等学校野球選手権地方大会)는 전국 고등학교 야구 선수권 대회의 각 지방에서 개최되는 대회이다. 제80회 기념 대회부터 한 자리의 수가 0인 대회에는 사이타마·지바·가나가와·아이치·오사카·효고 현은 2블록으로 나누어 대회를 실시하게 된다.
각 지역 대회에서 선수들이 착용하는 제킨(등번호)은 고등학교 측에서 마련하기 위해 기본적으로 유니폼에 맞춘 디자인을 채용한다. 그러나 아이치현처럼 흰 바탕의 검은 번호로 통일하는 대회도 있다.
평년 장마가 없는 홋카이도와 장마가 다른 도도부현보다 1달 정도 빠른 오키나와현에서 6월에 대회가 시작하며 이 다음부터 단계적으로 대회가 진행된다. 비교적 참여 학교가 많은 가나가와현이나 오사카부의 대회 결승전이 열리는 7월 하순에 모든 출전권을 획득한 학교가 모이게 된다.
선수 선서는 그 대회의 횟수 숫자와 일치하는 학교를 추려 불리는 경우가 많지만 참여 학교가 적은 대회는 추첨으로 진행한다.
지방 대회의 입장 곡은 대회 행진곡과 '영관은 너에게 빛난다(榮冠は君に輝く)' 등으로 통일하고 있다.
각 야구장의 외야석은 내야석이 만석이 되는 경우에만 개방된다.
장내 아나운서는 고교생 아나운서가 전담하며, 등번호나 출신 중학교가 발표되는 대회도 있다.
우승 학교에는 우승기가 주어지며 준우승 학교에도 트로피가 주어지는 경우가 있다.

## 지방 대회 목록
- 전국 고등학교 야구 선수권 북 홋카이도 대회
- 전국 고등학교 야구 선수권 남 홋카이도 대회
- 전국 고등학교 야구 선수권 아오모리 대회
- 전국 고등학교 야구 선수권 이와테 대회
- 전국 고등학교 야구 선수권 미야기 대회
- 전국 고등학교 야구 선수권 아키타 대회
- 전국 고등학교 야구 선수권 야마가타 대회
- 전국 고등학교 야구 선수권 후쿠시마 대회
- 전국 고등학교 야구 선수권 이바라키 대회
- 전국 고등학교 야구 선수권 도치기 대회
- 전국 고등학교 야구 선수권 군마 대회
- 전국 고등학교 야구 선수권 사이타마 대회
- 전국 고등학교 야구 선수권 지바 대회
- 전국 고등학교 야구 선수권 동 도쿄 대회
- 전국 고등학교 야구 선수권 서 도쿄 대회
- 전국 고등학교 야구 선수권 가나가와 대회
- 전국 고등학교 야구 선수권 니가타 대회
- 전국 고등학교 야구 선수권 도야마 대회
- 전국 고등학교 야구 선수권 이시카와 대회
- 전국 고등학교 야구 선수권 후쿠이 대회
- 전국 고등학교 야구 선수권 야마나시 대회
- 전국 고등학교 야구 선수권 나가노 대회
- 전국 고등학교 야구 선수권 기후 대회
- 전국 고등학교 야구 선수권 시즈오카 대회
- 전국 고등학교 야구 선수권 아이치 대회
- 전국 고등학교 야구 선수권 미에 대회
- 전국 고등학교 야구 선수권 시가 대회
- 전국 고등학교 야구 선수권 교토 대회
- 전국 고등학교 야구 선수권 오사카 대회
- 전국 고등학교 야구 선수권 효고 대회
- 전국 고등학교 야구 선수권 나라 대회
- 전국 고등학교 야구 선수권 와카야마 대회
- 전국 고등학교 야구 선수권 돗토리 대회
- 전국 고등학교 야구 선수권 시마네 대회
- 전국 고등학교 야구 선수권 오카야마 대회
- 전국 고등학교 야구 선수권 히로시마 대회
- 전국 고등학교 야구 선수권 야마구치 대회
- 전국 고등학교 야구 선수권 도쿠시마 대회
- 전국 고등학교 야구 선수권 가가와 대회
- 전국 고등학교 야구 선수권 에히메 대회
- 전국 고등학교 야구 선수권 고치 대회
- 전국 고등학교 야구 선수권 후쿠오카 대회
- 전국 고등학교 야구 선수권 사가 대회
- 전국 고등학교 야구 선수권 나가사키 대회
- 전국 고등학교 야구 선수권 구마모토 대회
- 전국 고등학교 야구 선수권 오이타 대회
- 전국 고등학교 야구 선수권 미야자키 대회
- 전국 고등학교 야구 선수권 가고시마 대회
- 전국 고등학교 야구 선수권 오키나와 대회